# Hexatoma (Hexatoma) microstoma
Hexatoma (Hexatoma) microstoma is een tweevleugelige uit de familie steltmuggen (Limoniidae). De soort komt voor in het Oriëntaals gebied.